# Clara Passafari

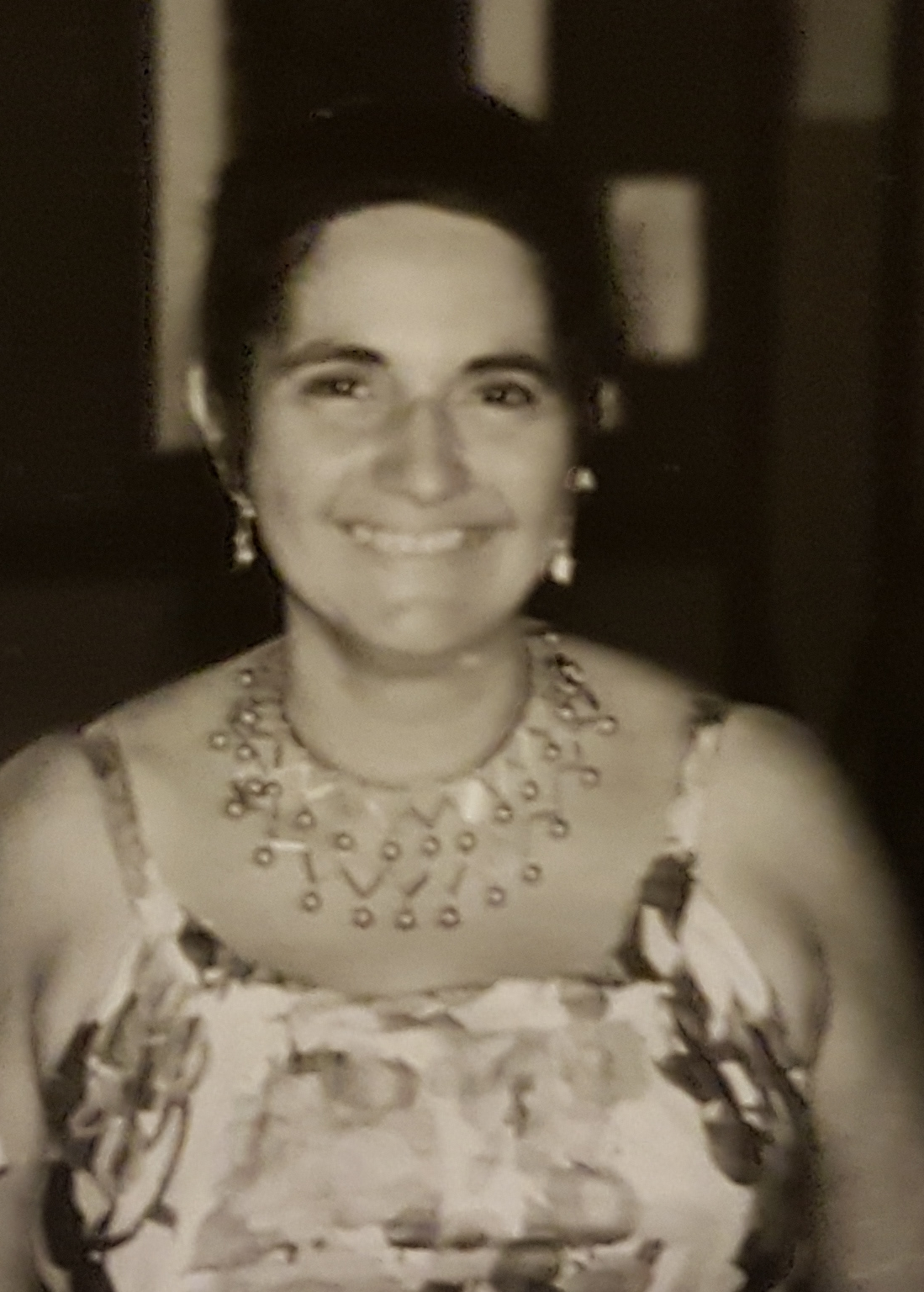
Clara Passafari

Clara Mónica Passafari de Gutiérrez (geb. 20. März 1930 in Buenos Aires, Argentinien; gest. 3. Juni 1994 in Rosario, Santa Fe, Argentinien) war eine argentinische Ethnologin, Anthropologin, Schriftstellerin und Dichterin.

## Biografie
Clara Passafaris Eltern Elizabeth Badolato und Italo Passafari zogen mit ihr von Buenos Aires nach Santa Fe, als sie noch sehr jung war. Passafari besuchte dort das Instituto Nuestra Señora del Calvario. 1947 erlangte die einen Abschluss als Maestra Normal Nacional. Später zog sie nach Rosario in der Provinz Santa Fe und studierte an der Universidad Nacional de Rosario (UNR), wo sie den Titel einer Professorin für Philosophie und Literatur erlangte.
Sie heiratete Eduardo Gutierrez, mit dem sie vier Kinde bekam: Clara Monica, Laura Inés, Sergio und Claudia.
Clara Passafari machte Abschlüsse in Soziologie und argentinischer Literatur und einen Doktor in Philosophie und Literatur. 1975 wurde sie Kulturmanagerin der Organisation Amerikanischer Staaten. Für sieben Jahre war sie Direktor für Universitätserweiterung an der UNR. Von 1971 bis 1992 arbeitete Clara Passafari als Vollzeitforscherin an Frühen Kulturen und war zugleich Professorin für Anthropologie, studierte mündliche Überlieferungen und Folklore.
In Rosario verbrachte sie 19 Jahre im Fondo Nacional de las Artes (deutsch: Nationaler Kunstfond), wo sie sich zusammen mit Augusto Raúl Cortázar auf Folklore spezialisierte. Sie war Mitdirektorin des Revista Argentina de Política cultural (deutsch: Argentinisches Journal für Kulturpolitik). Passafari unterrichtete in Argentinien, den USA und Europa Folklore und Pädagogik, kulturelle Unterhaltung und politische Aktionen für kulturelles und traditionelles Erbe, um den kulturellen Reichtum traditioneller Gemeinschaften wieder zu beleben.

## Ehrungen
1984 ehrte die gemeinnützige Kulturorganisation Fundación Konex Passafari als eine der fünf besten argentinischen Experten für Folklore. 1989 erhielt sie den Ehrenpreis Reconocimiento - Alicia Moreau de Justo.

## Werke
- Clara Passafari, Eugenio Castelli: La enseñanza de la literatura en la escuela media. Editorial Huemul, Buenos Aires 1963, LCCN 65-071753 (spanisch).
- Cambios en la concepción y estructura de la novela mexicana después de 1947. Facultad de Filosofía, Universidad Nacional del Litoral, 1967, LCCN 74-014114 (spanisch).
- Folklore y Educacion. Estrada, Buenos Aires 1969, LCCN 71-505354 (spanisch).
- Aspectos de la Narrativa actual de Paraguat. Universidad Nacional de Litorial, Rosario 1972 (spanisch).
- Artesanía y Cultura Nacional; (aportaciones a la expresión artística nacional). Instituto Argentino de Cultura Hispánica, 1975, LCCN 77-458895 (spanisch).
- Panorama Actual de la Artesanías Argentinas. Madrid 1974 (spanisch).
- Aspectos Tradicionales de las Culturas Isleñas. Génesis, Rosario 1975 (spanisch).
- El puente iluminado, (poesías). Librería y Editorial Colmegna, Santa Fe, Argentinia 1976, LCCN 76-488133 (spanisch).
- Folklore y artesanías en la política cultural del estado. Facultad de Filosofía y Letras de la Universida, Buenos Aires 1977 (spanisch).
- Proyección artística del folklore y cultura nacional. Universidad Nacional del litoral, Santa Fé 1979 (spanisch).
- Capacitación de recursos humanos para la promoción del patrimonio artesanal tradicional. 1980 (spanisch).
- De mitos y muerte (poesías). 1980, LCCN 82-130098 (spanisch).
- Temas de folclore aplicado. 1982 (spanisch).
- Artesanía Indígena Actual. Rosario 1982 (spanisch).
- El patrimonio folclórico y su aplicación educativa. Génesis, Rosario 1982 (spanisch).
- Animación del patrimonio folklórico e indígena : sugerencias participativas para la acción cultural. Rosario 1984, ISBN 950-43-0370-6 (spanisch).
- Pueblos indios, Argentina 1986. Cultura y derechos. 1986, LCCN 87-402903 (spanisch).
- Folklore musical del litoral : bailes, canciones, instrumentos. Instituto Argentino de Investigaciones de Política Cultural, Buenos Aires 1989, ISBN 950-99366-0-X (spanisch).